# Asphodelus tenuifolius
Asphodelus tenuifolius là một loài thực vật có hoa trong họ Thích diệp thụ. Loài này được Cav. miêu tả khoa học đầu tiên năm 1801.

## Chú thích

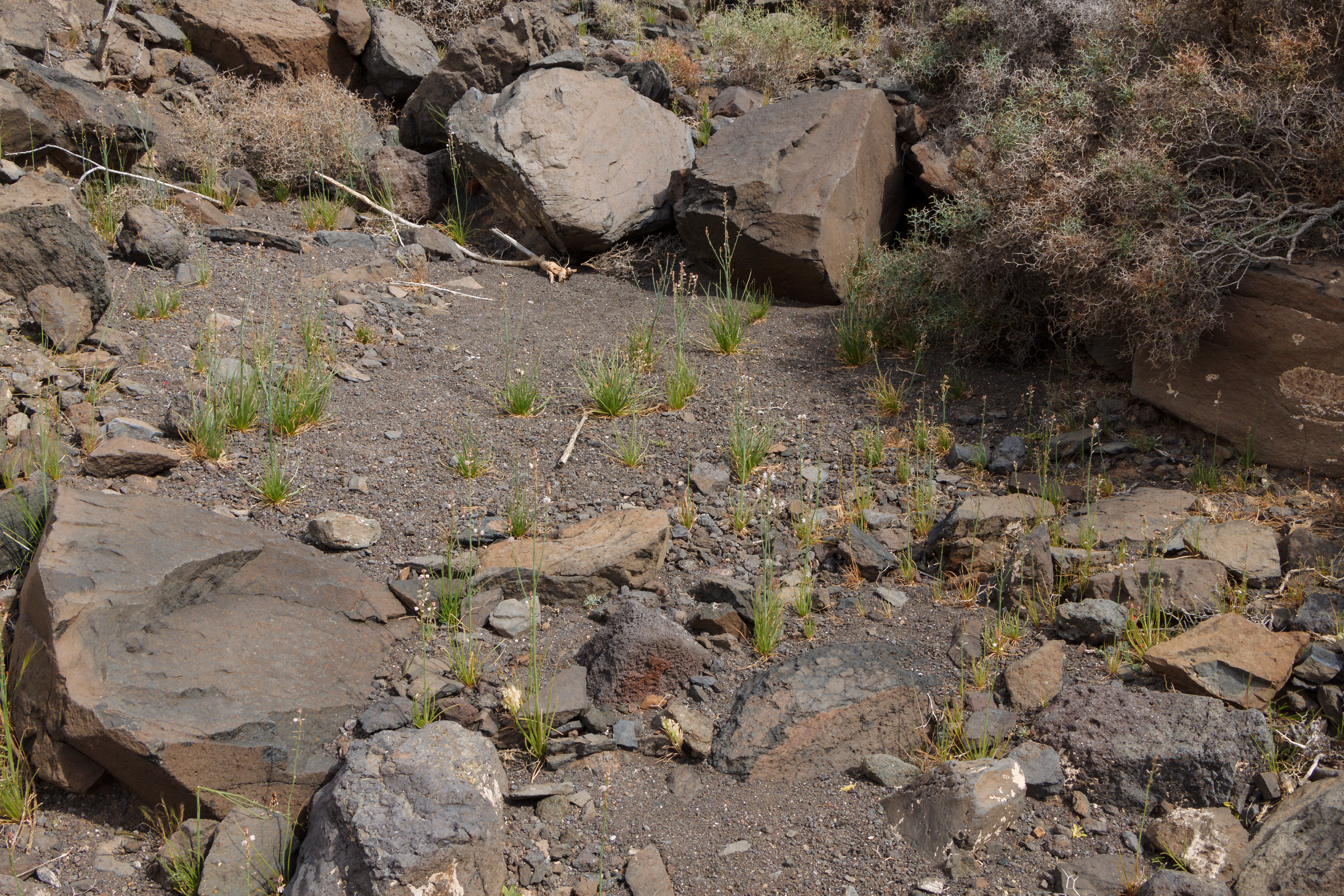
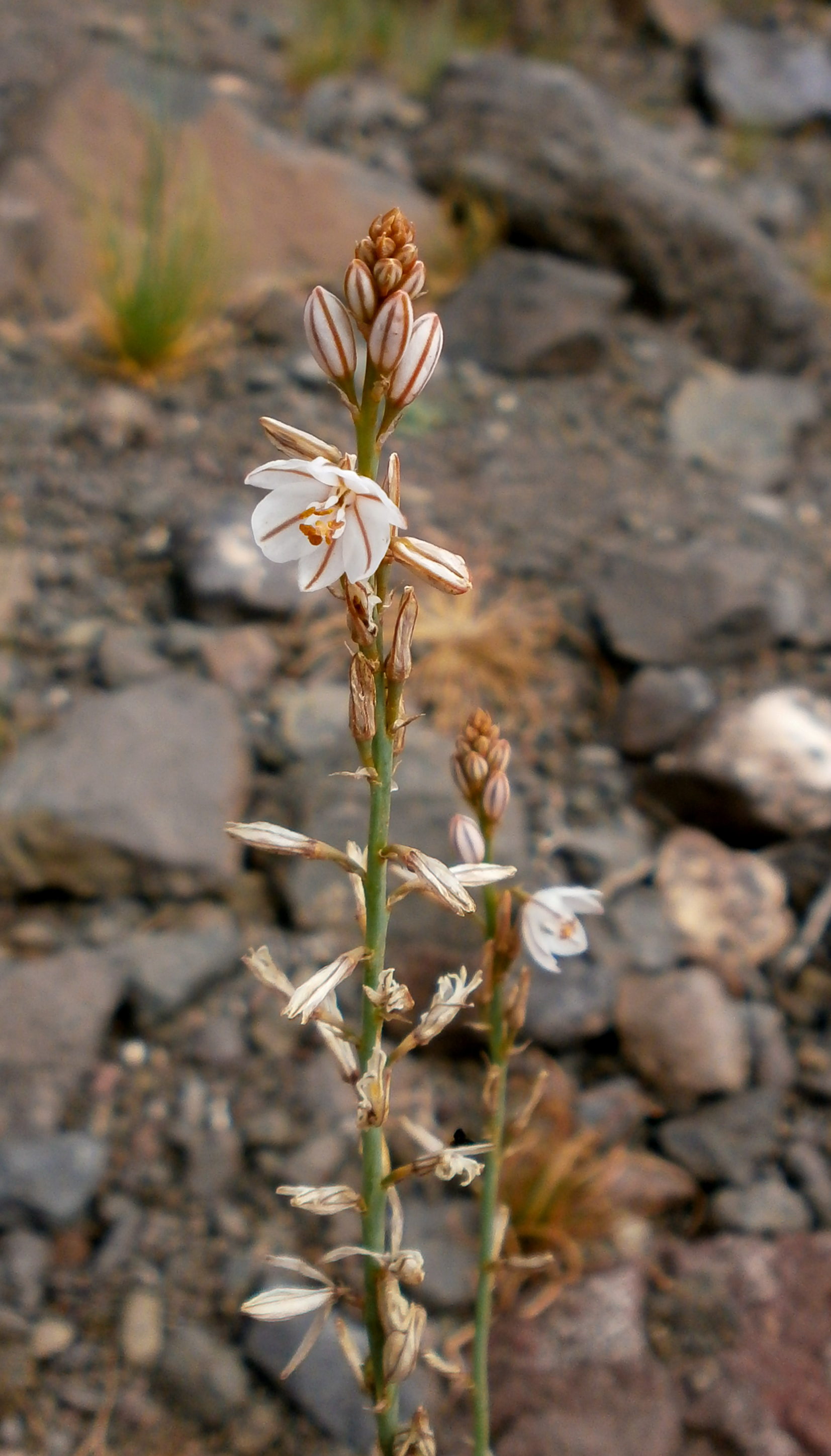